# Гетто в Белыничах
Гетто в Белы́ничах (сентябрь — 12 декабря 1941) — еврейское гетто, место принудительного переселения евреев города Белыничи Могилёвской области и близлежащих населённых пунктов в процессе преследования и уничтожения евреев во время оккупации территории Белоруссии войсками нацистской Германии в период Второй мировой войны.

## Оккупация Белыничей и создание гетто

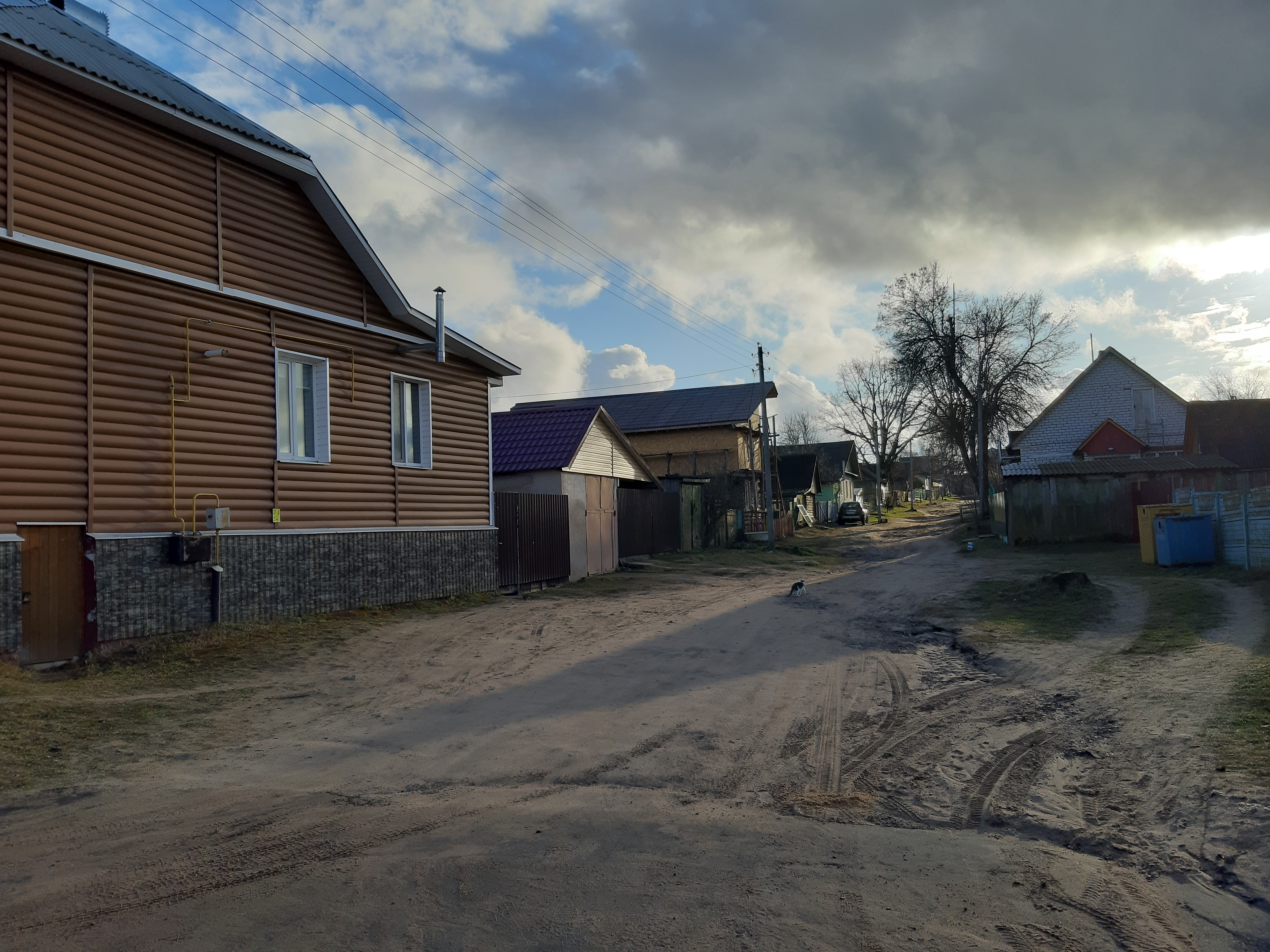
Угол улиц имени Энгельса и Кирова, где находилось гетто

В 1939 году в городе Белыничи жил 781 еврей — 25 % населения. Перед приходом нацистов в городе также оказались более 200 евреев, бежавших из Западной Белоруссии. Город был оккупирован немецкими войсками почти 3 года — с 6 (9) июля 1941 года до 29 июня 1944 года.
29 августа 1941 года в Белыничи приехали немецкие каратели, приказали собраться всем жителям и по списку, который был составлен кем-то из местных жителей, отобрали колхозных активистов и некоторых евреев — всего 27 человек. Их вывели в лес и расстреляли.
Немцы очень серьёзно относились к возможности еврейского сопротивления, и поэтому в большинстве случаев в первую очередь убивали в гетто или ещё до его создания евреев-мужчин в возрасте примерно от 15 до 50 лет — несмотря на экономическую нецелесообразность, так как это были самые трудоспособные узники. Из этих соображений в сентябре 1941 года в Белыничах были расстреляны более 150 евреев-мужчин. Их собрали в сельсовете под предлогом избрания старосты, затем объявили, что они должны отработать на строительстве моста в урочище Неропля (в 4-5 километрах от Белынич в сторону Могилева), колонной под сильной охраной погнали в лес за городом, приказали раздеться до нижнего белья и расстреляли в двух заранее подготовленных ямах.
Оставшихся в живых евреев нацисты переписали, пометили их дома желтыми звездами и использовали на принудительных работах, в том числе и на разминировании дорог. Работающие евреи-мужчины тоже были обязаны нашить на верхнюю одежду шестиконечные звезды.
В этом же сентябре (12 ноября) 1941 года немцы, реализуя нацистскую программу уничтожения евреев, организовали в Белыничах гетто. Всех евреев города (более 600 человек) и района, в том числе из Шепелевичей, Эсьмон и Головчина, а также польских беженцев и 224 еврея из Западной Белоруссии, согнали в район квартала нынешних улиц имени Энгельса и Кирова. Район гетто вначале охранялся полицейскими, в том числе и с Украины, а позже — немцами с овчарками и верховыми. Гетто не было ограждено, но выходить за его границу запрещалось.

## Уничтожение гетто
За 5-6 дней перед 12 декабря 1941 года узников держали в такой тесноте, что они спали стоя. 12 декабря на рассвете местные полицаи, верховые немцы и солдаты немецкого гарнизона с собаками окружили гетто и стали сгонять узников на рыночную площадь. Прибыла специальная команда карателей, примерно 60 человек, — с черепами на форме, в высоких резиновых сапогах и в белых касках. Погода была слякотной и промозглой. Больных и полуживых евреев убили на месте.
Остальных узников (в основном это были дети, женщины и старики) выстроили в колонну и погнали из центра поселка в сторону Задруцкой Слободы в урочище Мхи. Женщины шли, неся детей на руках, а стариков, старух везли на подводах. Стоял страшный вой и плач. Обреченных замерзающих людей избивали плетками. За Белыничами в лесу в трёх километрах от города местные крестьяне по приказу немцев уже неделю до этого дня копали большую яму — 10 шагов взрослого человека в ширину и 40 в длину. Место для «акции» (таким эвфемизмом нацисты называли организованные ими массовые убийства) выбрали специально — окруженное болотом, и проход к нему был только один — через лесок. Людей избивали, отбирали ценности, заставляли снимать одежду, группами загоняли в яму и заставляли ложиться лицом вниз. Остальные сидели напротив могилы в ожидании своей очереди. Расстреливали из пулеметов, грудных детей отнимали у матерей и бросали в яму живыми. В этот день были убиты 600 евреев.
Немцы приказали местным жителям, имеющим лошадей, ехать к месту расстрела и привезти одежду и вещи убитых. Затем нацисты задешево продали часть этих вещей в магазине.

## Случаи спасения
Из всех евреев Белыничского гетто чудом уцелели трое. Один из них — четырнадцатилетний Куперман. Он спрятался во время облавы в погребе, затем прятался в разных местах, попал в гетто в деревне Круглое, сумел бежать и оттуда, а впоследствии воевал в партизанском отряде.

## Память
По официальным данным, в Белыничах были убиты около 1200 евреев. Массовые убийства проходили у деревни Неропля, в урочище Салотопка, на еврейском кладбище и около Белыничской МТС.
На место расстрела в деревне Неропля после войны приезжали из Ленинграда родственники погибших и пытались перезахоранивать убитых. Удалось эксгумировать только часть останков, которые перезахоронили в общей могиле в Белыничах на еврейском кладбище. Потом райком запретил дальнейшее перезахоронение. После многочисленных просьб власти огородили братскую могилу, и только в 1983 году на ней был установлен памятник с надписью: «Здесь покоятся 1200 жертв фашизма, женщины, старики и дети, зверски расстрелянные 12 декабря 1941 г.». В 2020 году на этом месте был установлен новый памятник с надписью на русском языке и иврите: «На этом месте в сентябре 1941 года карательным отрядом немецких оккупантов были зверски расстреляны более 120 мирных жителей еврейской национальности».
В 1965 году был установлен обелиск на месте расстрела евреев в урочище Мхи с надписью: «Здесь похоронены жертвы фашизма, массового истребления. Г/п Белыничи, 12 декабря 1941 г.».
Есть неподтвержденные сведения, что ещё 70 евреев-мужчин немцы расстреляли в деревне Красное Болотце, а их останки также были перенесены на еврейское кладбище в Белыничи.
Опубликованы неполные списки жертв геноцида евреев в Белыничах.

## Комментарии
1. ↑  В русском языке за служащими коллаборационистских полицейских органов закрепилось разговорное уничижительное название полица́й (во множественном числе — полица́и).